# Hawker Woodcock
Hawker Woodcock là một loại máy bay tiêm kích của Anh, do hãng Hawker Engineering Company chế tạo.

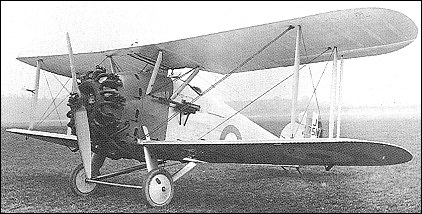
Hawker Woodcock Mk II

## Biến thể
Woodcock Mk I
Woodcock Mk II
Hawker Danecock
L.B II Dankok

## Quốc gia sử dụng
Anh Quốc
- Không quân Hoàng gia

 Đan Mạch
- Cục Không quân Lục quân Đan Mạch
- Cục Không quân Hải quân Đan Mạch

## Tính năng kỹ chiến thuật (Woodcock Mk II)
Dữ liệu lấy từ The British Fighter since 1912
Đặc điểm tổng quát
- Kíp lái: 1
- Chiều dài: 25 ft 7 in (7,80 m)
- Sải cánh: 34 ft 8 in (10,57 m)
- Chiều cao: 9 ft (2,74 m)
- Diện tích cánh: 356 ft² (33,1 m²)
- Trọng lượng rỗng: 2.014 lb (915 kg)
- Trọng lượng có tải: 2.979 lb (1.354 kg)
- Động cơ: 1 × Bristol Jupiter IV, 425 hp (317 kW)

 Hiệu suất bay 
- Vận tốc cực đại: 123 kn (141 mph, 227 km/h)
- Vận tốc hành trình: 90 kn (103 mph,[2] 166 km/h)
- Tầm bay: 243 nmi (280 mi, 451 km)
- Trần bay: 20.550 ft (6.270 m)
- Tải trên cánh: 8,37 lb/ft² (40,9 kg/m²)
- Công suất/trọng lượng: 0,143 hp/lb (0,234 kW/kg)
- Leo lên độ cao 10.000 ft (3.050 m): 8 phút 20 giây

Trang bị vũ khí

- 2 × Súng máy Vickerss .303 in (7,7 mm)